# Рованьяте
Рованьяте (итал. Rovagnate) —  коммуна в Италии, располагается в регионе Ломбардия, подчиняется административному центру Лекко.
Население составляет 2569 человек, плотность населения составляет 642 чел./км². Занимает площадь 4 км². Почтовый индекс — 23888. Телефонный код — 039.
Покровителем коммуны почитается святой Георгий.